# 阿斯特拉斯特里波利斯足球俱乐部
阿斯特拉斯特里波利斯足球俱乐部（希臘語：ΠΑΕ Αστέρας Τρίπολης）是位於希臘伯罗奔尼撒大区阿卡迪亚专区首府特里波利斯市的足球會，現時在希臘足球超級聯賽參賽。

## 榮譽
- 甲組聯賽（Beta Ethniki）：1
  - 2007年；
- 乙組聯賽（Gamma Ethniki）：1
  - 2006年；
- 丙組聯賽（Delta Ethniki）：1
  - 2005年；
- 阿卡迪亞錦標賽〈第五級〉（Arcadian Championship）：8 
  - 1958年、1959年、1960年、1961年、1962年、1988年、1990年、2003年；
- 阿卡迪亞盃（Arcadian Cup）:3 
  - 1990年、2004年、2005年；

特里波利斯職業球季
- 3季在希臘足球超級聯賽
- 3季在甲組聯賽
- 2季在乙組聯賽
- 5季在丙組聯賽

## 外部連結
- （希腊文） 官方网站 （页面存档备份，存于）
- （英文） Asteras Tripolis Stadium （页面存档备份，存于）